# Escudo de Cabimas
El escudo de armas del municipio Cabimas fue creado para representar al municipio en condecoraciones, actos públicos, documentos oficiales y publicidad. Fue diseñado en 1968 por don Augusto León Mosqueda y presentado en sesión solemne por el primer obispo de Cabimas Monseñor Constantino Maradei Donato.

## Elementos y significado
- El cuartel superior izquierdo tiene una corona y un rosario representando a Nuestra Señora del Rosario patrona de la Diócesis de Cabimas.
- El cuartel superior derecho, tiene una playa con palmeras y un bote, que simbolizan el lago de Maracaibo y sus riquezas.
- El cuartel inferior, tiene tres árboles que simbolizan el Copaiba o árbol de Cabimas que le dio nombre a la población y las riquezas agrícolas del municipio.
- El sol amaneciendo sobre el escudo es el sol que ilumina el Zulia, y el calor de su gente.
- Por debajo del escudo hay una cinta con los colores de la bandera de Venezuela, con las tetas : Fundada en el siglo XVIII y debajo del lema: Los Pueblos Decaen No Mueren.